# Ricarda Klein
Ricarda Klein (* 30. November 1944 in Heringen/Helme; † 13. November 2011 in Darmstadt) war eine deutsche, berufspolitisch tätige Pflegemanagerin.

## Leben
Nach ihrem Abitur 1963 absolvierte sie eine dreijährige Pflegeausbildung und erwarb anschließend den Fachhochschulabschluss als Pflegedienstleitung. Zunächst war sie als Pflegedirektorin in Wolfhagen, dann am Universitätsklinikum Göttingen tätig. 1990 wurde sie Pflegedirektorin des Universitätsklinikums Hamburg-Eppendorf (UKE). An der Technischen Universität Chemnitz absolvierte sie ein postgraduales Studium der Personalentwicklung. Bis zu ihrer Pensionierung 2009 war sie Präsidentin der European Nurse Directors Association (ENDA).
Ricarda Klein war Geschäftsführerin des Verbandes der Pflegedirektorinnen und Pflegedirektoren der Universitätskliniken und Medizinischen Hochschulen Deutschlands (VPU), den sie 1985 gründete. Sie war Vizepräsidentin des Deutschen Pflegerats. Seit 2010 leitete sie die Entwicklergruppe für den Operationen- und Prozedurenschlüssel (OPS) 9-20 („hochaufwendige Pflege“) und den Pflegekomplexmaßnahmen-Score.
Sie verstarb am 13. November 2011 in Darmstadt nach kurzer Krankheit.

## Auszeichnungen
Klein wurde für ihren Einfluss auf die nationale und internationale Entwicklung der Pflege im Februar 2011 mit dem Bundesverdienstkreuz am Bande geehrt.

## Veröffentlichungen
- Ricarda Klein: Pflegemanagement als Gestaltungsauftrag. Verlag Peter Lang, Frankfurt, Berlin 1996, ISBN 978-3-631-30784-7.